# Luzhanqi
Luzhanqi (chinois traditionnel : 陸戰棋 ; chinois simplifié : 陆战棋 ; pinyin : lùzhànqí ; litt. « jeu de bataille terrestre ») ou Lujunqi (陆軍棋 / 陆军棋, lùjūnqí, « jeu de l'armée de terre ») est un jeu de société chinois à deux joueurs. Il existe également une version pour quatre joueurs. 
Il présente quelques similitudes avec le dou shou qi ou avec le shōgi (jeu des généraux) japonais, et surtout avec les jeux de pions L'Attaque et Stratego, jeux conçus en Europe, car c'est un jeu de stratégie combinatoire abstrait à information imparfaite, où chaque joueur n'a qu'une connaissance limitée de la disposition des pièces adverses. En raison de la nature chinoise du jeu, les termes utilisés dans le jeu peuvent varier dans la traduction.
Le Luzhanqi est principalement joué par les enfants comme précurseur de jeux comme le xiangqi et le go, mais peut être apprécié à tout âges.

## But du jeu
Le but du jeu est de capturer le drapeau de l'adversaire en pénétrant ses défenses, tout en essayant de l'empêcher de capturer le drapeau du joueur.
| Temps d'installation  | Quelques minutes    |
| Temps de jeu          | Environ 30 minutes  |
| Compétences utilisées | Tactique, strategie |

## Plateau

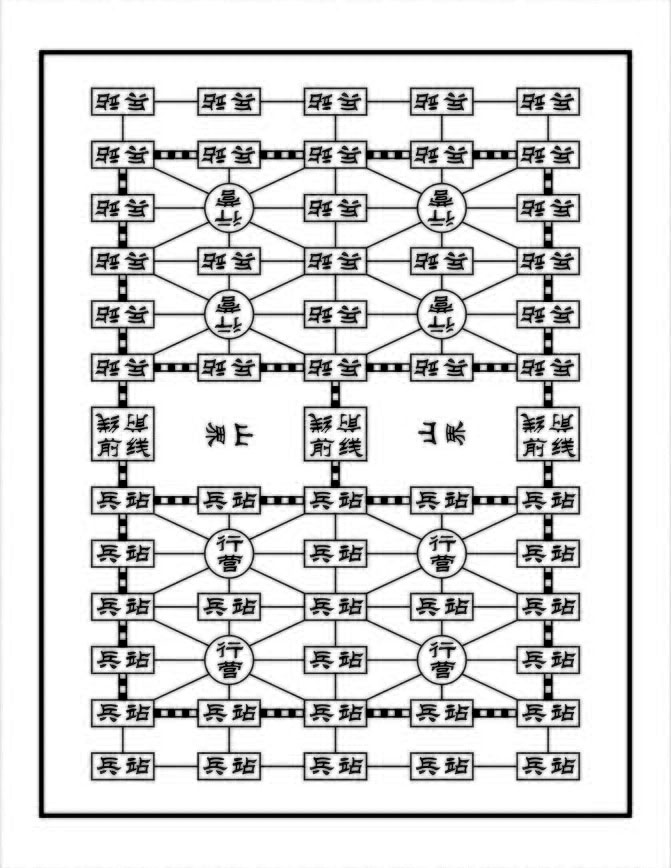
Plateau de Luzhanqi

Le plateau du Luzhanqi a différentes cases et chemins qui affectent le mouvement des pièces :
- Postes (兵站) : représentés par des rectangles sur le plateau. Les pièces peuvent se déplacer sur ces espaces à volonté, et peuvent être attaquées et capturées dedans.
- Routes : généralement marquées par de fines lignes sur le terrain. Une pièce ne peut parcourir qu'un seul espace sur une route à la fois.
- Chemins de fer : généralement marqués par des lignes épaisses sur le plateau, une pièce peut parcourir n'importe quel nombre d'espaces le long d'un chemin de fer en ligne droite, tant que son chemin n'est pas obstrué par une autre pièce.
- Campements (行 营) : représentés par des cercles sur le plateau, il y en a 4 sur le territoire de chaque joueur. Une pièce sur un campement ne peut pas être attaquée.
- Montagnes (山 界) : les pièces ne peuvent pas se déplacer sur ces deux espaces.
- Lignes de front (前线) : ces trois espaces sont les seuls points par lesquels une pièce peut entrer sur le territoire de l'adversaire. Les pièces ne restent pas sur ces cases, elles passent par dessus.
- Quartiers généraux (大本营) : positionnés de deux côtés de l'axe central au sixième et dernier rang, du territoire de chaque joueur, le drapeau doit être placé sur l'un de ces deux espaces. Toute pièce qui a été placée ou qui est entrée dans un quartier général ne peut plus bouger.

## Pièces

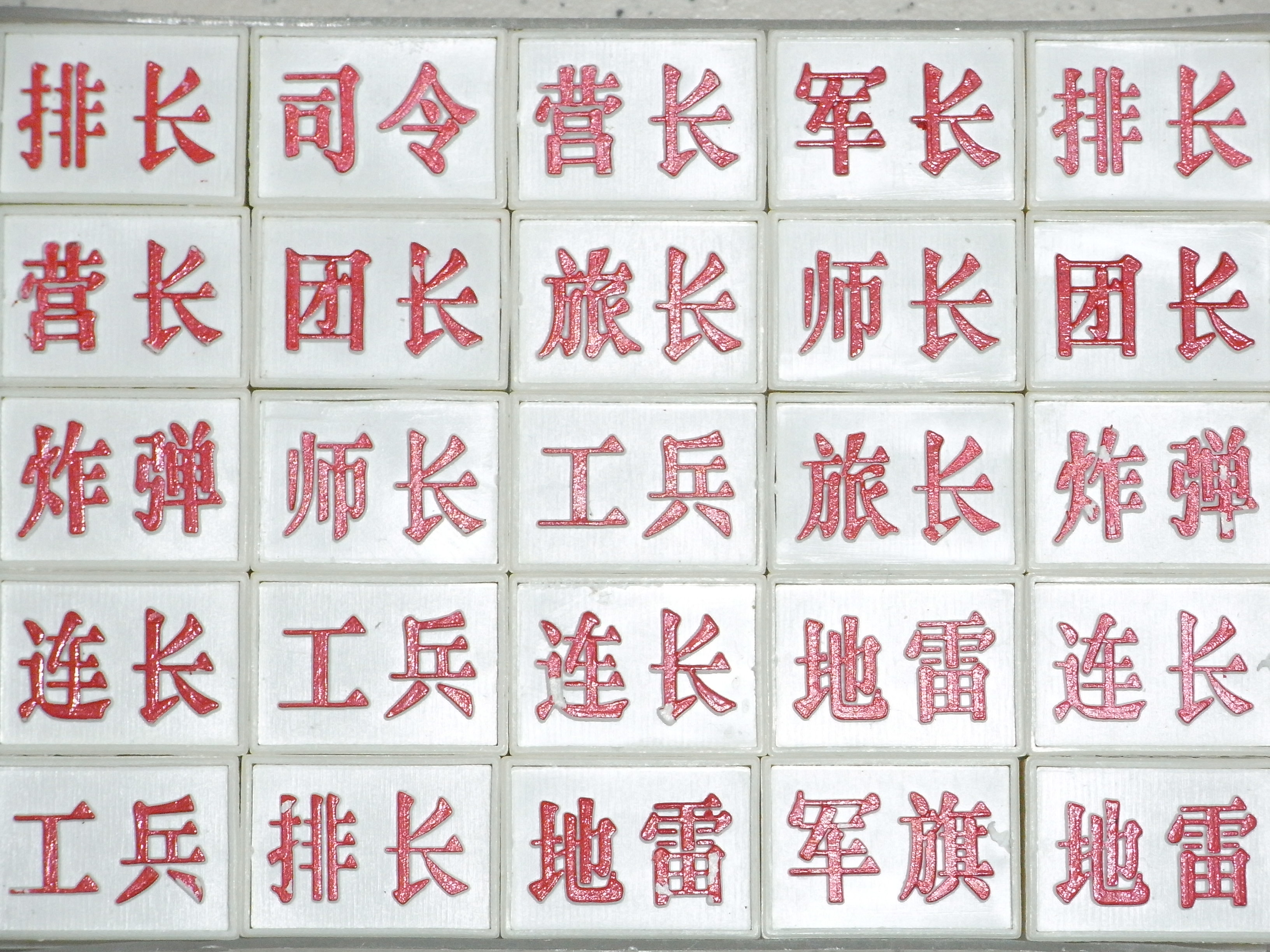
Les pièces du Luzhanqi

Chaque joueur dispose de 25 pièces généralement rouges et noires, où leur noms sont indiqués. Chaque pièce a un rang particulier. Lors d'une attaque (provoquée par le déplacement d'une pièce vers un emplacement occupé par l'ennemi) toute pièce d'un ordre supérieur peut capturer une pièce d'ordre inférieur. Dans ce cas, la pièce vaincue est sortie du terrain. Si l'ennemi est du même rang, les deux pièces seront retirées du plateau. Chaque joueur a :
- un Maréchal (司令), rang 9,
- un Général ou commandant d'armée (军长), rang 8,
- deux Généraux de division ou commandants de division (师长), rang 7,
- deux Brigadiers généraux ou commandants de brigade (旅长), rang 6,
- deux Colonels ou commandants de régiment (团长), rang 5,
- deux Commandants ou commandants de bataillon (营长), rang 4,
- trois Capitaines ou commandants de compagnie (连长), rang 3,
- trois Lieutenants ou commandants de peloton (排长), rang 2,
- trois Ingénieurs ou sapeurs (工兵), rang 1,
- deux Bombes (炸弹),
- trois Mines terrestres (地雷),
- un Drapeau (军旗).

Certaines de ces pièces ont des caractéristiques et des capacités particulières :
- Les Ingénieurs sont les seules pièces qui peuvent tourner lors du déplacement le long du chemin de fer. Les ingénieurs peuvent également capturer des mines terrestres sans être retirés du tableau.
- Les bombes, lorsqu'elles sont en contact avec une pièce adverse, elles se détruisent à la fois elle-même et la pièce. Les bombes peuvent capturer le drapeau de l'adversaire. Elles ne peuvent pas être placées sur la première ligne lors de la mise en place initiale.
- Les mines terrestres sont immunisées contre toute attaque et provoquent la destruction des pièces attaquantes (sauf lorsqu'elles sont attaquées par un ingénieur ou détruites par une bombe). Selon les règles utilisées, les mines terrestres peuvent ou non être retirées du jeu après une capture. Les mines terrestres ne peuvent être placées qu'aux cinquième et sixième rangs lors de l'installation. La mine terrestre ne peut pas se déplacer.
- Le drapeau doit être placé dans l'un des deux quartiers généraux au sixième rang. Il ne peut pas bouger. Sa capture apporte la victoire de l'attaquant et met fin à la partie[3] . De plus, lorsque le Maréchal est capturé, la position du drapeau doit être révélé au joueur adverse.

| Nom chinois | Pièce               | Nombre | Rang | Particularité |
| ----------- | ------------------- | ------ | ---- | --- |
| 司令        | Maréchal            | 1      | 9    | Si capturé, la position du drapeau doit être indiquée, mais le jeu continue. |
| 军长        | Général             | 1      | 8    | |
| 师长        | Général de division | 2      | 7    | |
| 旅长        | Brigadier général   | 2      | 6    | |
| 团长        | Colonel             | 2      | 5    | |
| 营长        | Commandant          | 2      | 4    | |
| 连长        | Capitaine           | 3      | 3    | |
| 排长        | Lieutenant          | 3      | 2    | |
| 工兵        | Ingénieur/sapeur    | 3      | 1    | Peut tourner sur le chemin de fer lors d'un déplacement. |
| 炸弹        | Bombe               | 2      | -    | Ne peut pas être en première ligne à la mise en place. Détruit l'attaquant et elle-même. Variante « Bombe volante » : se déplace comme l'ingénieur.                                |
| 地雷        | Mine terrestre      | 3      | -    | Ne peut pas se déplacer, doit être placée au 5 ou 6ème rang. Peut être désamorcée par l’ingénieur. Détruit les autres pièces (et elle-même dans la variante « Mines explosives »). |
| 军旗        | Drapeau             | 1      | 0    | Ne peut pas bouger, sauf dans la variante « Porteur de drapeau » du jeux à quatre.                                                                                                 |

## Déroulement de la partie
Les deux joueurs commencent par disposer leurs pièces sur leur moitié du plateau, avec les marques qui indiquent le rang face à eux (et donc invisibles pour l'adversaire). Certaines versions permettent aux pièces d'être placées face visible, permettant aux deux joueurs de les voir. Dans un premier temps, toutes les pièces doivent être placées sur les postes ou les quartiers généraux et pas sur les campements ; les bombes ne peuvent pas être placées au premier rang, les mines terrestres doivent être placées sur les deux derniers rangs et le drapeau doit être placé dans l'un des deux quartiers généraux.
Le jeu se déroule ensuite à tour de rôle, chaque joueur déplaçant une pièce chacun son tour. À chaque mouvement, une pièce peut se déplacer vers n'importe quel espace adjacent connecté, ou utiliser les lignes de chemin de fer pour voyager vers des espaces plus éloignés.
Lorsqu'une pièce atterrit sur une case occupée par une pièce adverse, les rangs respectifs des deux pièces sont comparés (soit par les joueurs, soit par un arbitre indépendant). La pièce de rang inférieur est retirée du plateau ; si les deux sont de même rang, les deux sont retirés du plateau. Les pièces avec des caractéristiques spéciales agissent en conséquence.
Dès que le Maréchal d'un joueur (ordre 9) est perdu (après avoir heurté le Maréchal adverse, ou a été détruit par une bombe ou une mine terrestre), le joueur doit révéler dans quel quartier général son drapeau est placé mais la partie ne s'arrête que lorsque le drapeau est capturé.
Lorsqu'un joueur attaque le quartier général de son adversaire, il gagnera la partie s'il entre dans celui avec le drapeau; s'il choisit l'autre quartier général, alors les règles d'attaque normales s'appliquent, et si la pièce attaquante capture la pièce du quartier général, elle doit y rester et ne pas bouger (certaines variantes n'incluent pas cette règle).

## Stratégies
Il peut être utile d'envoyer des Brigadiers généraux ou des Généraux de division (rang 6 et 7) pour attaquer les pièces de l'adversaire, s'en débarrasser ou identifier celles de rang supérieur. Des pièces plus petites peuvent être utilisées pour infiltrer les campements de l'adversaire, tandis que les Ingénieurs sont employés pour éliminer les mines terrestres lorsque la route vers les cinquième et sixième lignes de l'adversaire est libre. Les bombes peuvent être envoyées aux campements dès que possible pour éviter les bombardements accidentels, et être utilisées pour détruire les pièces de rangs les plus élevées ou pour détruire une mine terrestre bloquante. La disposition des mines terrestres et des pièces à proximité doit également être soigneusement pensée pour assurer la défense du quartier général.

## Version à quatre joueurs

Un plateau de jeu Luzhanqi typique à 4 joueurs

L'une des principales variantes du Luzhanqi est celle de l'organisation d'un plateau pour quatre joueurs, chacun occupant un territoire adjacent à un autre. Les joueurs aux extrémités opposées font équipe pour se défendre contre l'autre paire; le jeu se termine lorsque les deux joueurs d'une équipe ont leurs drapeaux capturés, ou lorsque toutes les parties sont incapables de se battre et donc d'accord sur un match nul.
Si un joueur perd son drapeau, il doit admettre sa défaite, retirant ainsi toutes ses pièces du plateau. Il peut également le faire en démissionnant si sa situation semble désespérée. Dans ce cas, si son allié est toujours dans le jeu, il peut continuer; sinon, cela se termine par la victoire de l'autre équipe. Même si un joueur admet sa défaite ou démissionne, son équipe peut toujours gagner si son allié est capable de vaincre les deux équipes adverses.
Comme le montre le schéma, il n'y aura plus de Montagnes ou de Lignes de front, car les 9 espaces partagés au milieu des territoires sont libres. Il y existe des voies ferrées courbes, où la règle des voies ferrées s'applique toujours à travers la courbe pour toutes les pièces : en un seul tour, les pièces en mouvement peuvent toujours voyager le long de n'importe quelle partie de la ligne jaune du diagramme, mais pas dans le sens de la flèche. Les ingénieurs sont toujours épargnés par cette restriction et peuvent se déplacer vers n'importe quel espace accessible via les chemins de fer.

## Autres variantes
Il existe de nombreuses variantes de règles de Luzhanqi. Avant une partie, les joueurs décident généralement de la règle à utiliser.

### Variantes communes
- « Bombes volantes » : selon cette règle, les bombes se déplacent de la même manière que les ingénieurs.
- « Mines explosives » : selon cette règle, une tentative par des pièces (autres qu'un ingénieur) de capturer une mine tue à la fois la pièce mobile et la mine, au lieu de tuer uniquement la pièce mobile. Un ingénieur capture toujours une mine. Cette règle est plus courante dans les parties à 2 joueurs.

### Variante à deux joueurs
- « Porteur de drapeau » : Dans cette variante, les parties ne sont pas gagnées en capturant simplement les drapeaux. Pour gagner, un joueur doit laisser une pièce « emporter » le drapeau avec elle et le ramener à son propre drapeau. Une pièce portant le drapeau se déplace normalement, et si elle est capturée, le drapeau retourne au quartier général d'origine dans lequel il se trouvait. De plus, dans cette variante, les pièces ne deviennent pas immobiles en entrant dans un quartier général.
- « Clairvoyance » : selon cette règle, les deux joueurs placent d'abord secrètement leurs pièces, puis démarrent la partie en retournant toutes leurs pièces, c'est-à-dire, en rendant le rang de toutes les pièces visible, ce qui en fait un jeu de stratégie abstrait d'informations complètes.

### Variantes à quatre joueurs
- « Allié apparent » : Selon cette règle, un joueur a le droit de connaître la disposition des pièces de son allié. Dans certains jeux en ligne les pièces des joueurs alliés sont simplement rendues visibles les unes aux autres.
- « Clairvoyance » : selon cette règle, tous les joueurs placent leurs pièces avec leur face marquée vers le haut, c'est-à-dire, rendant le rang de toutes les pièces visible à tous les joueurs, ce qui en fait un jeu de stratégie abstrait d'informations complètes.

## Voir également